# わくわくシティ尾崎
わくわくシティ尾崎（わくわくシティおざき）は、大阪府阪南市下出に位置するショッピングセンターである。

## 概要
1986年（昭和61年）に開業したオークワのショッピングセンターのひとつ。南海本線尾崎駅近くに存在する。
オークワの入る本館のほかに、モスバーガーなどが入居する別館が存在する。

## 主なテナント
- WAY書店
- ニトリ　デコホーム